# Février 1897

## Événements
- 4 février (guerre gréco-turque) : les massacres des chrétiens par les Turcs reprennent à La Canée malgré la conférence de Constantinople du 28 mai 1896.

- 6 février : les almani du Fouta-Djalon acceptent le protectorat de la France[1].

- 9 février : début de l'expédition punitive britannique contre le royaume du Benin à la suite du meurtre de Phillips[2].

- 10 février :
  - Liberté de religion à Madagascar.
  - La Grèce intervient en Crète et provoque la mobilisation turque le 11 février. L’Allemagne et la Russie condamnent la Grèce.

- 13 février : Paul Doumer devient gouverneur général de l’Union indochinoise (fin en octobre 1902).

- 18 février : occupation de Bénin, la capitale des Edo, dans le sud-ouest du Nigeria actuel, par les Britanniques. Sac du palais royal : des milliers d'objets en ivoire et en métal sont envoyés en Europe.

- 24 février : Fin de l'écriture de la pièce La Ronde par Arthur Schnitzler

- 27 - 28 février : destitution de la reine Ranavalona III par Joseph Gallieni.

- 29 février : abolition de la royauté et de la féodalité à Madagascar.

## Naissances
- 2 février : Aimé Avignon, supercentenaire français († 23 août 2007).
- 6 février : Austin Hudson, homme politique britannique († 29 novembre 1956).
- 11 février : Denis Verschueren, coureur cycliste belge († 18 avril 1954).
- 17 février : Dmytro Zajciw, entomologiste brésilien († décembre 1976).
- 24 février :
  - Henri Frankfort (mort le 16 juillet 1954), égyptologue néerlandais
  - Louis R. Loeffler (mort le 22 avril 1972), monteur américain
  - Alexeï Chirinkine [réf. nécessaire] (mort le 8 février 1938), aviateur russe puis soviétique
  - Su Xuelin (morte le 21 avril 1999), femme de lettres chinoise

## Décès
- 3 février : Augustin Brichaut, numismate belge (°24 novembre 1836).
- 5 février : Antonio Cánovas del Castillo, assassiné par un anarchiste pro-cubain (°8 février 1828).
- 24 février : George Irvine (né le 16 novembre 1826), avocat, professeur et homme politique fédéral québécois